# هدروم
در صدای دیجیتال و آنالوگ، هِدروم (به انگلیسی: headroom) یا سَرماند، به میزانی اشاره دارد که توسط آن گنجایش کنترل-سیگنال یک سامانه صوتی می‌تواند از سطح اسمی تعیین‌شده فراتر رود. سرماند را می‌توان به عنوان یک ناحیه ایمنی در نظر گرفت که به پیک‌های صوتی گذرا اجازه می‌دهد تا از سطح اسمی بدون آسیب رساندن به سیستم یا سیگنال صوتی، به عنوان مثال، از طریق برش‌زنی، فراتر بروند. نهادهای استاندارد در توصیه‌های خود برای سطح اسمی و سرماند متفاوت هستند.

## صدای دیجیتال
در صدای دیجیتال، سرماند به عنوان مقداری تعریف می‌شود که در آن تمام‌مقیاس دیجیتال (FS) از سطح اسمی در دسی بل (dB) فراتر می‌رود. اتحادیه پخش کننده اروپا (EBU) چندین سطح اسمی و سرماند اصلی را برای کاربردهای مختلف مشخص می‌کند.

## صدای آنالوگ
در صدای آنالوگ، سرماند می‌تواند به معنای گنجایش سیگنال سطح-پایین و همچنین مقدار ذخیره توان اضافی موجود در تقویت‌کننده‌هایی باشد که بلندگوها را راه‌اندازی می‌کنند.

## سطح تراز
به‌طور معمول، سطح اسمی (نه تراز) ۰ دسی‌بل است، مربوط به موج سینوسی آنالوگ با ولتاژ ۱٫۲۳ ولت موثر (+۴ dBu یا ۳٫۴۷ ولت قله-به-قله). در حوزه دیجیتال، سطح تراز 18- dBFS است.
- AL = سطح آنالوگ
- SPL = سطح فشار صدا

## بیشتر خواندن
- BS.1726 "Signal level of digital audio accompanying television in international programme exchange" (2005)
- BS.1864 "Operational practices for loudness in the international exchange of digital television programmes" (2010)
- BS.1770-3 "Algorithms to measure audio programme loudness and true-peak audio level" (2012)